# パペラキュウ
『パペラキュウ』は、松永豊和の執筆によるWeb漫画作品。謎の奇病にして伝染病「パペラキュウ」を巡る、マモルとパペラキュウの少年サチオの奇妙な友情を軸にした長編SFミステリー。
2011年8月より月刊連載開始し、2020年9月全110話で完結。

## パペラキュウ
世間を脅かす謎の伝染病、及びその感染者の名称。感染者はほぼ例外なく、
- 無毛またはそれに近い、異常に膨張した頭部
- こめかみに生えた蟹のようなハサミ
- 顎横から生えた足
- 切り落とされ消失した耳
- 後頭部の尻状の瘤

などを持っているのが特徴。物語が進むごとに、そのルーツと正体が明らかになっていく。
真正パペラキュウ
感染によるものではなく、純正のウイルスを人為的に植え付けられる、あるいはその直系の遺伝により誕生したパペラキュウであり、仮性との最大の違いは自身が感染源であること。仮性のような定期的な発作に苦しむ描写はなく、頭部以外は心身ともに健常者と変わらない。ただし、真正からの遺伝子を持った出産においては、のちにその過程の異常さが明らかとなる。
　パペラ尿
真正の排泄する尿。大便も含めて、健常者がわずかでも摂取すれば感染し(糞尿以外の体液の感染有無は不明)、たちまちに仮性パペラキュウの症状が現れる。ウイルスの一種であり、その生存条件や増殖様式は謎だが、飲料水タンクや沢の水などでどれだけ希釈されても、直飲みの場合のそれとほぼ変わらない恐ろしい感染力の高さを持つ。
　パペラブラッド
真正の血液。作中ケンタが名付けた。健常者がわずか一滴でも摂取すれば、感染を飛び越えて頭部が破裂し吹き飛ぶ。尿も含め、容器などに移してもある程度の保存が可能なようで、その効果も持続する。
　復活の唾液
ハツオが、溺死した座備江瑠一郎に施した人工呼吸をきっかけとして発現。口移しによって一旦完全に心肺停止していた者でも蘇生させる。偶然それを目にした座備江家により、蟹(神)の与える奇跡として神格化されるが…
仮性パペラキュウ
上述のように真正の糞尿あるいはそれに汚染された液体を、経口摂取や血管への直接注入で取り込むことで感染した後天性パペラキュウ。摂取からわずか数秒から数分で頭部が膨れ上がり、三半規管と蝸牛からそれぞれ変化した手(ハサミ)足が側頭部を突き破って飛び出す。ハサミが宿主の両耳を切り落としたのち、既存の頭髪を刈りつくす。以後は30分おきに30分間、同様の発作が永続的に現れ、やがてその苦痛から廃人同然となる。
上述の通り、手足は寄生生物の類ではなく宿主自身の感覚器官が変化しその一部が露出したもので、平衡感覚や聴覚を失わずに手足を取り除く方法は無く、根治療法も存在しない。
パペラナオール
孤島のパペラキュウ療養所「ふくろう園」園長宗方により秘密裏に開発された仮性パペラキュウ治療薬。定期発作を完全に抑え、廃人同然の精神状態もほぼ正常にまで戻し、その効果は24時間持続する。成分や製造方法は現在のところ不明。
　 副作用
パペラ感染していない健常者が投与された場合、たちまちに体は筋骨隆々、獰猛な野獣のような狂人へと変身する。周囲の人間への殺人衝動のみで行動し、その対象も変身前の敵味方とは関わりなく、完全な無差別。至近距離で連射された銃弾を躱す驚異的な動体視力と反射神経、輸送コンテナを素手で変形させる程の怪力や常人を遥かに超える跳躍力を持ち、痛覚も麻痺しているのか手や顎など体の一部が吹き飛んでもものともしない。暴走状態が時間的にどこまで持続するものであるのか、また元に戻る方法があるのかは不明。人間離れした強靭な体躯であるものの、致命傷を受けた場合は死亡する。パペラブラッドも有効。

## 登場人物
守田マモル
初登場時小学生。平凡な日常を送っていたが、偶然サチオと出会い、パペラキュウとして社会から隔離されていたサチオを庇いながら、友情を育んでいく。一方で、サチオの父が事故死した遠因を自分が作ったことを言い出せず、人知れず葛藤する。
行方をくらましたサチオに再び会うための近道として、看護師 になり、ふくろう園の所員となる。子供時代から一貫して優男風でありながらも、いざという時には窮地を脱するための嘘や機転を利かす行動力があったが、やがて自分とサチオを追う者に対しては殺人すら辞さないようになっていく。サチオとの逃亡劇の末、警察に逮捕され収監される。
サチオ
真正パペラキュウ。子供時代のマモルの住む町で、世間の目から逃れるように頭を隠しホームレス生活を送っていた。ある日マモルと出会い友情を交わしていくが、それをきっかけに激化していく厚労省の追っ手からマモルを巻き込むのを避けるべく、ある日忽然と姿を消す。
マモルと出会った頃の小学校での隠遁生活をきっかけに深夜の学校に忍び込むようになっており、いつしか音楽室のピアノを使い作曲や音楽に傾倒していき、ネットの某動画投稿コミュニティを拠り所としていた。それを見たマモルと不意に11年振りに再会を果たすが、やがて再び厚労省から追われる身となり、追っ手との立ち回りの中、頭を破裂寸前にまで圧迫され、そのダメージで以前の記憶と人格を失う。それからは常時茫然自失状態でありながらも、音楽への感性や鍵開けの特技は失っていない様子。
剣崎ケンタ
マモルの小学校時代のクラスメイト。粗野で乱暴、排他的なうえ底意地の悪い性格であり、それが災いしサチオの恨みを買い、悪戯でサチオの尿を飲まされることで感染し仮性パペラキュウとなる。
以後11年間ふくろう島の診療所に人知れず隔離されていたが、パペラナオールを投与され失っていた自我を取り戻し、サチオに復讐するべく島を脱走する。やがてサチオとマモルを巻き込みながら、全人類をパペラキュウにする目標を掲げ意図的な集団感染を起こしつつ警察からの逃亡を続けていたが、八方塞がりとなる。基本的に頭の回転は速く機転も利くが、包囲網からの起死回生を狙い警察官にパペラナオールを注入するも、それによる暴走に巻き込まれ惨殺されてしまう。
モネネ
某動画投稿サイトのカリスマを経てCDデビューした女性シンガー。その類稀な声質と高い表現力からサチオからの憧憬は勿論のこと、大御所のトザマ永吉からも称賛される。初期は全くの素性不明であったが、その正体はマモルの小学校時代のクラスメイト姫川ヒメノ。動画サイト時代の交流でサチオの歌とピアノに惚れ込んでおり、居場所を突き止め共作を申し出るが…
双子山タロー/ジロー
マモルの小学校時代のクラスメイトであった双子。大人になった現在は、二人してアーティストとしての姫川のマネージメントを行っている。
柴田ユウジ
厚労省健康局感染症安全対策課職員。真正パペラキュウであるサチオを追い、相棒のタカヤマと共にマモル達の小学校へ潜入捜査を開始する。サチオをあと一歩で拉致というところまで追いつめるが、サチオの反撃によりパペラ尿を血管に注入され感染。以後ふくろう島の病棟に隔離される。
タカヤマひろし
柴田の相棒。上記の攻防により重傷を追うも執念でサチオをバイクで追い詰めるが、偶発的にサチオの血液を口に入れてしまい、死亡。
宗方裕次郎
ふくろう園園長にして、感染症専門医。パペラキュウ患者を救いたい一心でパペラナオールを開発し、国の認可無しに園内の患者に実験的投与を開始する。
クロイワ哲也
第二部(11年後)に登場の厚労省職員。高い諜報力・推理力・更に命のかかった場面の駆け引きにも長けた切れ者。柴田のかつての同僚でもあり、同じようにマモル・サチオ・ケンタの三人を追跡の末追い詰めるが、狂人化させられた相棒トクヨシに腹を突き刺され倒れる。一命は取り留めるが、後遺症でミイラのように痩せ細る。のちに潜伏中のマモルを偶然発見し捕獲一歩手前のところ、一瞬の虚をついたマモルに拳銃で撃たれ、通行人に麻酔銃とマモルの確保を託して死亡する。
トクヨシ優作
クロイワの後輩にして相棒。捕獲寸前のケンタにパペラナオールを打たれ狂人化し、更にサチオを殺害されるのを止めるべくマモルの機転でパペラブラッドを打たれ死亡。
ハツオ(初男)
戦時中、生物兵器の実験台としてふくろう島に監禁されていた少年。謎の伝染病である「頭ぷっくう病」に侵されたただの人間であったが、実験中であったパペラウイルスの融合媒体として選ばれたことにより誕生した、史上初の真正パペラキュウ。パペラキュウとなったのちの容姿は現代編のサチオに瓜二つ。なお現代編においても、戦後、その姿を米俵でカムフラージュした「米俵一郎」という名そのままに生存していることが判明。80歳を超えるほどの老齢でありながらも、住処の教会に巻き起こされた大騒動にも冷静に対処、特技のパイプオルガン演奏も健在であり、パペラキュウ事件の最後の闇である終戦直後の記憶も明瞭である様子。回想において、サチオの父親であることが判明。
守田守造
マモルの曽祖父であり、陸軍憲兵。司令部の精鋭士官であり、常に沈着冷静、優れた身体能力を持ち、諜報技能にも長けている。生物兵器の研究開発施設捜査の任務を受けふくろう島に潜入、実は研究開発は軍最高司令部の勅命であったものの、陰惨で非道な施設の内情を目の当たりにしこれを破壊、実験体であるハツオを逃がすことで、国内には安住の地の無い逃亡の身となる。ハツオと親子の義を結ぶも、やがて死亡。米俵一郎となったハツオが身を寄せる教会の隠し部屋に遺体が安置される。
柴豆次郎
戦時中は陸軍の少尉。現代の世界では当年100歳であり、終戦後に帰還するも数十年間寝たきりとなっていたが、パペラキュウや守田という単語を耳にするや突然明瞭な意識を取り戻し、当時の出来事を語り始める。ハツオとの逃亡生活中、軽い気持ちで教えた川での排便がパペラキュウ大量感染につながったことを知り、戦後より一人罪の意識に苛まれていた。国家への復讐心を燃やすも、蛇課長の謀略により、就寝中に自宅で爆殺される。のちに霊魂のような存在となり、成しえなかった悲願のすべてを曾孫のケンに託す。
柴ケン
豆次郎の曾孫であり、毛玉警察署の刑事。一介の若き警察官であったが、曽祖父の血筋によってパペラキュウ事件の核心に運命的に巻き込まれていく。第三部の実質的な主人公。
千脇コズエ
毛玉警察署の婦警。事件に巻き込まれ、最初は嫌々ながらも柴ケンと協力するが、次第に心強いパートナーとして成長していく。
暗殺者に襲われた際に車で跳ね飛ばしたり、柴ケンを襲うユウジを蹴り飛ばしたりと結構アグレッシヴな性格をしている。
蛇課長
厚労省感染症安全対策課課長。戦時中の防疫給水部六六六部隊蛇伍長の末裔。磨き抜かれた暗殺スキルと機械のような冷徹さでパペラキュウ事件の隠蔽と妨害因子の抹殺に暗躍する。目的が相反する柴ケンと幾度となく邂逅・死闘を繰り広げその度重傷を負うも毎回生存し、のちに逆襲してくる。
座備江 類慈(サチオの養父)
現代編(第一部)ではサチオと二人、自給自足のホームレス生活を送っていた。ある日偶然に、路上に飛び出したマモルを避けようとしたトラックに衝突され轢死。着の身着なものの、フランシスコ・ザビエルに似た牧師のような外見で、第三部にてハツオが身を寄せる蟹之教教会座備江家の入り婿・類慈であったことが明らかになる。
座備江　清子
第三部当時の座備江家の一人娘であり、類慈の妻。ハツオの唾液による心肺蘇生を二人目の当たりにし、宗教的使命感からその遺伝子を後世に遺すべく、自らが母体となることを承諾。ハツオと性交直後、すぐに誕生したサチオのハサミに腹を切り裂かれ、絶命。

## 公式サイト
- パペラキュウ - 第1部(1話～12話)および第2部(12話～40話)が無料で読める。第3部(謎解き篇)はKindle版となる。